# Международный аэропорт имени Амани Диори
Международный аэропорт имени Амани Диори, (ИАТА: NIM, ИКАО: DRRN) — международный аэропорт в Ниамее, столице Нигера. Он расположен в 9 км к юго-востоку от города, вдоль Национальной трассы 1, главной автомагистрали, соединяющей Ниамей с востоком страны. Комплекс аэропорта также включает в себя основную базу вооруженных сил Нигера, известную как «Воздушная армия» (фр. Armee d'Air). Назван в честь первого президента Нигера Амани Диори.

## Обзор

### Трафик
В 2019 году аэропорт обслужил 363 093 пассажира. Управление воздушным движением находится в ведении ASECNA, штаб-квартира одной пяти зон воздушного движения на континенте находится в Ниамее.

### EAMAC
ASECNA управляет «Африканской школой метеорологии и гражданской авиации» (фр. Ecole Africane de la Météorologie et de l'Aviation Civile), находящейся в аэропорту, а также в квартале Плато в центре Ниамея. Основанная в 1963 году, EAMAC обучает специалистов гражданской авиации и авиационных метеорологов со всей Африки.

### Военная база
В аэропорту находится база ВВС Нигера Aérienne 101, она также используется американскими и французскими вооруженными силами для контртеррористических операций.
В 2013 году представитель Африканского командования ВС США Бенджамин Бенсон подтвердил, что воздушные операции США, проводившиеся с базы Aérienne 101, оказывали «поддержку в сборе разведданных французскими войсками, проводящими операции в Мали, и с другими партнерами в регионе». В июле 2013 года The New York Times сообщила, что развертывание расширилось с одного БПЛА Predator до ежедневных полетов отрядом из двух более крупных беспилотных самолетов MQ-9 Reaper при поддержке 120 военнослужащих ВВС США. Планируется, что MQ-9 Reaper будут передислоцированы на авиабазу 201 в Нигере.
Примерно в 2013 году в аэропорту были построены два массива Ku-диапазона, чтобы обеспечить связь с БПЛА EADS Harfang. Эскадрон дронов 1/33 Белфорт ВВС Франции с января 2014 года эксплуатировал три MQ-9 Reaper для поддержки операции «Бархан». Франция также направила на базу самолет Dassault Mirage 2000D.
ВВС Нигерии эксплуатируют самолёта Cessna 208, оборудованных для операций ISTAR в аэропорту.
Французская оперативная транспортная группа базируется на авиабазе и в настоящее время управляет самолетами Lockheed C-130J Hercules вместо предыдущих Transall C-160.

## Статистика
Данные из запроса в Викиданные.

## Наземный транспорт

### Автомобильный
Аэропорт расположен на шоссе № 1, которое соединяет его с городом Ниамей в 9 км к северо-востоку, а также с городами Досо, Маради, Зиндер, Гур, Диффа и Нгигми на востоке. .

### Железнодорожный
Проходящая мимо аэропорта железная дорога, которая соединяет его с железнодорожной станцией Ниамей и Доссо, заброшена с момента его постройки.